# Skala liczbowa
Skala liczbowa – skala mapy zapisywana za pomocą ułamka (najczęściej w postaci 1:10 000, spotykany jest również zapis {\displaystyle {\tfrac {1}{10\;000}}}). Przeważnie przed samym zapisem ułamka podaje się słowo „skala”.
Skala liczbowa informuje o stosunku zmniejszenia teoretycznego modelu Ziemi do rzeczywistej jej wielkości, będącej modelem dla którego opracowano odwzorowanie, w którym wykonano daną mapę.
Dla map wiernoodległościowych można przyjąć, że zapis skali 1:10 000 oznacza, że 1 centymetr na mapie odpowiada 10 000 centymetrów (czyli 100 m) w rzeczywistości. Skala mapy jest tym większa, im mniejszy jest mianownik ułamka.
Skalę liczbową, w przeciwieństwie do innych przedstawień skali, można podać dla każdej mapy, niezależnie od odwzorowania w jakim została wykonana.